# دبرا فیوئر
دبرا فیوئر (انگلیسی: Debra Feuer؛ زادهٔ ۱۲ ژانویهٔ ۱۹۵۹) یک هنرپیشه اهل ایالات متحده آمریکا است.
از فیلم‌های معروف او می‌توان به بازی در فیلم لحظه به لحظه، برای زندگی و مرگ و شوالیه‌های هالیوود اشاره کرد.